# Nati il 15 settembre
| Questa pagina contiene informazioni ricavate automaticamente dalle voci biografiche con l'ausilio del template Bio e di un bot. L'aggiornamento è periodico e automatico e ricostruisce completamente la pagina. Se manca una persona in questa lista, sei pregato di non aggiungerla, ma accertati piuttosto che la sua voce biografica contenga il template Bio e che i dati anagrafici siano correttamente compilati. Se il template Bio manca, inseriscilo tu stesso o, in alternativa, metti l'avviso {{tmp\|Bio}} che ne segnala la mancanza. Se i dati riportati sono sbagliati, correggi direttamente la voce biografica; le modifiche saranno visibili in questa lista entro pochi giorni. Per chiarimenti vedi il progetto biografie. La lista contiene solo le 1.264 persone che sono citate nell'enciclopedia e per le quali è stato implementato correttamente il template Bio. Pagina aggiornata al 17 ago 2025. |

## XI secolo(1)
- 1035 - Joseph ibn Naghrela, funzionario spagnolo († 1066)

## XIII secolo(1)
- 1254 - Marco Polo, viaggiatore, scrittore e ambasciatore italiano († 1324)

## XV secolo(4)
- 1453 - Alfonso XII di Castiglia, sovrano († 1468)
- 1461 - Jacopo Salviati, politico italiano († 1533)
- 1468 - Enrico di Brunswick-Lüneburg, nobile tedesco († 1532)
- 1500 - Ligier Richier, scultore francese († 1567)

## XVI secolo(8)
- 1505 - Maria d'Asburgo († 1558)
- 1533 - Caterina d'Austria, nobile († 1572)
- 1563 - Elisabetta di Anhalt-Zerbst, principessa († 1607)
- 1572 - Erasmus Widmann, organista e compositore tedesco († 1634)
- 1576 - Jalangtuš Bahadur, condottiero uzbeko († 1656)
- 1576 - Giovanni Adolfo di Schleswig-Holstein-Sonderburg-Norburg, nobile danese († 1624)
- 1585 - Ottavio Vannini, pittore italiano († 1643)
- 1590 - Alessandro d'Aremberg, nobile belga († 1629)

## XVII secolo(14)
- 1603 - John Jonston, medico, biologo e botanico polacco († 1675)
- 1607 - Carlo di Spagna, nobile († 1632)
- 1608 - Niccolò Albergati-Ludovisi, gesuita, arcivescovo cattolico e cardinale italiano († 1687)
- 1609 - Johann Hartmann von Rosenbach, vescovo cattolico tedesco († 1675)
- 1613 - François de La Rochefoucauld, scrittore, filosofo e aforista francese († 1680)
- 1632 - Giacomo Angelini, architetto svizzero († 1714)
- 1641 - Menno van Coehoorn, militare e ingegnere olandese († 1704)
- 1649 - Titus Oates, presbitero inglese († 1705)
- 1663 - Tommaso Ruffo, cardinale e arcivescovo cattolico italiano († 1753)
- 1666 - Sofia Dorotea di Celle, principessa tedesca († 1726)
- 1675 - Vakhtang VI di Cartalia, re, scrittore e poeta († 1737)
- 1676 - Stanisław Poniatowski, nobile polacco († 1762)
- 1677 - François-Paul de Neufville de Villeroy, arcivescovo cattolico francese († 1731)
- 1698 - Pier Francesco Guala, pittore italiano († 1757)

## XVIII secolo(37)
- 1701 - Blaise Joseph Ollivier, ingegnere francese († 1746)
- 1712 - Pierre-Simon Fournier, incisore e tipografo francese († 1768)
- 1715 - Jean-Baptiste Vaquette de Gribeauval, generale e ingegnere francese († 1789)
- 1718 - François-Thomas-Marie de Baculard d'Arnaud, scrittore, poeta e drammaturgo francese († 1805)
- 1721 - Kazimierz Poniatowski, nobile e generale polacco († 1800)
- 1733 - Nicola Giannelli, medico italiano († 1809)
- 1736 - Jean Sylvain Bailly, astronomo, matematico e politico francese († 1793)
- 1737 - Jakob Philipp Hackert, pittore tedesco († 1807)
- 1738 - Annibale Mariotti, medico e poeta italiano († 1801)
- 1739 - Juan de Villanueva, architetto spagnolo († 1811)
- 1743 - Camillo Morigia, architetto e nobile italiano († 1795)
- 1744 - Franz Kaspar Lieblein, botanico tedesco († 1810)
- 1746 - Pierre Jean Baptiste Choudard Desforges, attore teatrale, commediografo e librettista francese († 1806)
- 1749 - Francesco Mengotti, economista e politico italiano († 1830)
- 1753 - Filippo Filonardi, arcivescovo cattolico italiano († 1834)
- 1754 - Vittorio Fossombroni, matematico, ingegnere e economista italiano († 1844)
- 1755 - Joseph Cornudet des Chaumettes, politico e magistrato francese († 1834)
- 1755 - Camillo Genovese, poeta e storico italiano († 1797)
- 1756 - Karl Philipp Moritz, scrittore, saggista e editore tedesco († 1793)
- 1760 - Bogislav Friedrich Emanuel von Tauentzien, militare tedesco († 1824)
- 1764 - Paolo Francesco Parenti, compositore italiano († 1821)
- 1765 - Manuel Maria Barbosa du Bocage, poeta portoghese († 1805)
- 1768 - Nikolaj Nikolaevič Murav'ëv, generale e nobile russo († 1840)
- 1772 - Giuseppe Bertini, medico italiano († 1845)
- 1773 - Riccardo Calocchieri, architetto italiano († 1834)
- 1773 - Alexander Ranaldson Macdonell, militare e nobile scozzese († 1828)
- 1777 - Henryk Lubomirski, nobile e politico polacco († 1850)
- 1778 - Eliseo Pontremoli, poeta, funzionario e diplomatico italiano († 1851)
- 1780 - Johann Peter Krafft, pittore e insegnante tedesco († 1856)
- 1784 - Cipriano de Portocarrero, nobile spagnolo († 1839)
- 1787 - Guillaume Henri Dufour, generale, ingegnere e politico svizzero († 1875)
- 1787 - André Jolivard, pittore francese († 1851)
- 1789 - James Fenimore Cooper, scrittore statunitense († 1851)
- 1790 - Giovanni David, tenore italiano († 1864)
- 1792 - Domenico Savelli, cardinale italiano († 1864)
- 1794 - Armand-François Jouslin de La Salle, giornalista, drammaturgo e regista francese († 1863)
- 1800 - Paolo Federico di Meclemburgo-Schwerin, sovrano tedesco († 1842)

## XIX secolo(196)
- 1801 - Giuseppe Ignazio Montanari, letterato italiano († 1871)
- 1802 - Harriet Martineau, scrittrice, giornalista e filosofa britannica († 1876)
- 1803 - Raffaele Cassitto, politico italiano († 1873)
- 1803 - Ugo II di Salm-Reifferscheid-Raitz, politico e imprenditore austriaco († 1888)
- 1804 - Francesco Prudente, politico italiano († 1867)
- 1804 - Augusto Smith, filantropo e politico inglese († 1872)
- 1805 - Charles Didier, scrittore, poeta e viaggiatore svizzero († 1864)
- 1805 - Paolo Fabrizi, medico e patriota italiano († 1859)
- 1805 - Giuseppe Robecchi, politico e presbitero italiano († 1874)
- 1808 - Félix Billet, fisico francese († 1882)
- 1808 - John Hutton Balfour, botanico scozzese († 1884)
- 1809 - Adolphe Delessert, esploratore e naturalista francese († 1869)
- 1809 - Ludwig Preller, filologo classico e storico tedesco († 1861)
- 1810 - Louise Colet, poetessa francese († 1876)
- 1810 - Andrea Ranzi, chirurgo italiano († 1859)
- 1812 - Bartolomeo Galletti, patriota e militare italiano († 1887)
- 1814 - Ferdinand von Arnim, architetto e pittore tedesco († 1866)
- 1818 - Justus Ludwig Adolph Roth, geologo e mineralogista tedesco († 1892)
- 1819 - Francis Napier, X lord Napier, politico, diplomatico e nobile britannico († 1898)
- 1819 - Jules Pasdeloup, direttore d'orchestra francese († 1887)
- 1820 - Giuseppe Scarabelli, geologo, paleontologo e politico italiano († 1905)
- 1821 - Victor Guérin, archeologo e geografo francese († 1890)
- 1821 - Karl Friedrich Wilhelm Jessen, botanico tedesco († 1889)
- 1822 - Henry Morley, letterato britannico († 1894)
- 1824 - Joseph Hergenröther, cardinale e storico tedesco († 1890)
- 1824 - Moritz Lazarus, filosofo e psicologo tedesco († 1903)
- 1827 - Karl Rudolf Friedenthal, avvocato, imprenditore e politico tedesco († 1890)
- 1828 - Aleksandr Michajlovič Butlerov, chimico russo († 1886)
- 1830 - Robert Henry Codrington, antropologo e missionario britannico († 1922)
- 1830 - Porfirio Díaz, politico e generale messicano († 1915)
- 1830 - Emmanuel Henri Victurnien de Noailles, critico letterario e storico francese († 1909)
- 1832 - Cesare Campini, pittore italiano († 1883)
- 1832 - Pietro Scarpis, notaio e patriota italiano († 1900)
- 1833 - Ramón Blanco y Erenas, generale spagnolo († 1906)
- 1834 - Giuseppe Borsalino, artigiano e imprenditore italiano († 1900)
- 1834 - Heinrich von Treitschke, storico tedesco († 1896)
- 1835 - Richard Olney, politico statunitense († 1917)
- 1837 - Laurent Giovanninelli, militare francese († 1903)
- 1837 - Bruno Pelaggi, poeta e scultore italiano († 1912)
- 1838 - Anders Nicolai Kiær, statistico norvegese († 1919)
- 1838 - Oreste Petrilli, magistrato e politico italiano († 1914)
- 1839 - Georg Lunge, chimico tedesco († 1923)
- 1841 - Paul Allard, storico delle religioni francese († 1916)
- 1841 - Edith Villiers, nobildonna inglese († 1936)
- 1842 - Carl Diercke, cartografo tedesco († 1913)
- 1842 - Carl Klein, mineralogista e cristallografo tedesco († 1907)
- 1842 - Giovanni Lucchini, politico italiano († 1916)
- 1842 - Galdric Verdaguer, militare francese († 1872)
- 1843 - Carlo Lebrecht, imprenditore e politico italiano († 1907)
- 1843 - Giuseppe Piergili, filologo e biografo italiano († 1935)
- 1844 - Annibale Riccò, astronomo e astrofisico italiano († 1919)
- 1845 - Andreas Reischek, ornitologo e naturalista austriaco († 1902)
- 1846 - Manfredo Da Passano, pubblicista italiano († 1922)
- 1846 - Aristide Stefani, medico italiano († 1925)
- 1847 - Riccardo Sebellin, imprenditore, politico e dirigente sportivo italiano († 1925)
- 1847 - Flora Wambaugh Patterson, micologa statunitense († 1928)
- 1848 - Alfred de Glehn, ingegnere francese († 1936)
- 1850 - Émile Delperée, pittore belga († 1896)
- 1850 - Rosita Mauri, ballerina e coreografa spagnola († 1923)
- 1851 - Oskar von Kirchner, botanico tedesco († 1925)
- 1852 - Pasquale di Borbone-Due Sicilie, nobile italiano († 1904)
- 1852 - Giovanni Cuppari, ingegnere italiano († 1914)
- 1853 - Giuseppe Botterini de Pelosi, avvocato e politico italiano († 1927)
- 1853 - Joseph-Félix Bouchor, pittore francese († 1937)
- 1854 - Giuseppe Brignone, attore italiano († 1937)
- 1855 - Evelyn Greenleaf Sutherland, commediografa statunitense († 1908)
- 1856 - Francesco Merlino, avvocato, anarchico e politico italiano († 1930)
- 1856 - Enrico Risi, pittore e decoratore italiano († 1916)
- 1857 - Victor Augustin Dupain, farmacista e micologo francese († 1940)
- 1857 - William Howard Taft, politico e magistrato statunitense († 1930)
- 1858 - Charles de Foucauld, religioso francese († 1916)
- 1858 - Jenő Hubay, compositore e violinista ungherese († 1937)
- 1859 - Jean de Constant, velista francese († 1949)
- 1862 - Franz von Keil, ammiraglio austriaco († 1945)
- 1862 - Friedrich von Lindequist, politico tedesco († 1945)
- 1863 - Ivan Kolev, generale bulgaro († 1917)
- 1863 - Horatio Parker, compositore, organista e docente statunitense († 1919)
- 1863 - Arturo Tricomi, architetto italiano († 1928)
- 1864 - Ernesto Consolo, pianista e compositore italiano († 1931)
- 1864 - Valentin Haecker, zoologo tedesco († 1927)
- 1865 - Henri Capitant, giurista francese († 1937)
- 1865 - Giovanni Girolamo Romei Longhena, politico e militare italiano († 1944)
- 1866 - Thomas Marden, generale britannico († 1951)
- 1866 - Eustachio Pisani, imprenditore italiano († 1947)
- 1866 - Henry de Groux, artista belga († 1930)
- 1867 - Petr Bezruč, poeta ceco († 1958)
- 1867 - Wrexie Leonard, astronoma statunitense († 1937)
- 1868 - Ava Lowle Willing, socialite statunitense († 1958)
- 1868 - Vittorio Molà, ammiraglio italiano
- 1868 - Billy Saward, maratoneta britannico († 1944)
- 1869 - Vittorio Gorini, generale italiano
- 1869 - Quintino Quagliati, archeologo, paleontologo e museologo italiano († 1932)
- 1869 - Edvige Reinach, attrice italiana († 1918)
- 1870 - Luigi Gastone di Sassonia-Coburgo-Koháry, principe († 1942)
- 1871 - Aloisio di Löwenstein-Wertheim-Rosenberg, politico tedesco († 1952)
- 1871 - Alfred Bryan, cantautore e pacifista statunitense († 1958)
- 1871 - Marguerite Moreno, attrice francese († 1948)
- 1872 - Eduard Pichl, alpinista, ingegnere e saggista austriaco († 1955)
- 1873 - Vladimir Gedroic, politico e diplomatico russo († 1941)
- 1873 - Ferruccio Scattola, pittore italiano († 1950)
- 1873 - Umed Singh II, principe indiano († 1940)
- 1873 - Otto Wels, politico tedesco († 1939)
- 1874 - James A. Johnston, dirigente pubblico statunitense († 1954)
- 1874 - Antonio Pensa, anatomista italiano († 1970)
- 1874 - Alceste de Ambris, sindacalista, giornalista e politico italiano († 1934)
- 1875 - Louis J. Gasnier, regista francese († 1963)
- 1875 - James Jackson, calciatore scozzese
- 1876 - Sarat Chandra Chattopadhyay, scrittore indiano († 1938)
- 1876 - Telemaco Ruggeri, regista e attore italiano († 1957)
- 1876 - Nikoláj Grigor'evič Sergéev, ballerino, coreografo e insegnante russo († 1951)
- 1876 - Bruno Walter, direttore d'orchestra, pianista e compositore tedesco († 1962)
- 1877 - Severin Ahlqvist, lottatore svedese († 1946)
- 1877 - Dante Almansi, funzionario italiano († 1949)
- 1877 - Arturo Cadore, compositore e organista italiano († 1929)
- 1877 - Olena Kul'čyc'ka, artista, insegnante e attivista ucraina († 1967)
- 1878 - Giovanni Boero, politico italiano († 1958)
- 1878 - Clarence Lewis Friend, astronomo statunitense († 1958)
- 1878 - Alcides Maia, scrittore, giornalista e politico brasiliano († 1944)
- 1879 - Joseph Lyons, politico australiano († 1939)
- 1879 - Taurino Parvis, baritono italiano († 1957)
- 1879 - Jules Verbecke, nuotatore e pallanuotista francese († 1942)
- 1880 - Chūjirō Hayashi, medico e militare giapponese († 1940)
- 1880 - Frank Kramer, pistard statunitense († 1958)
- 1880 - Traugott Konstantin Oesterreich, filosofo tedesco († 1949)
- 1880 - William Charles Williams, militare britannico († 1915)
- 1881 - Giulio Bevilacqua, cardinale e arcivescovo cattolico italiano († 1965)
- 1881 - Ettore Bugatti, progettista e imprenditore italiano († 1947)
- 1881 - Michele Papandrea, politico e militare italiano († 1918)
- 1881 - Julian Schmitz, ginnasta e multiplista statunitense († 1943)
- 1882 - Félix Ayat, schermidore francese († 1972)
- 1882 - Luigi Brasca, cartografo italiano († 1929)
- 1882 - Hans Zint, giurista e politico tedesco († 1945)
- 1883 - Giovanni Bucci, scrittore italiano († 1961)
- 1883 - Jock Stewart, pistard britannico († 1950)
- 1884 - Samúel Jónsson, scultore e pittore islandese († 1969)
- 1885 - Marcel Allain, scrittore francese († 1969)
- 1885 - Mario Battistini, storico e storico della scienza italiano († 1953)
- 1885 - Grete Beier, assassina tedesca († 1908)
- 1885 - Giuseppe Menotti De Francesco, giurista e politico italiano († 1978)
- 1885 - Luigi Mascagni, politico e antifascista italiano († 1945)
- 1885 - Arturo Onofri, poeta e scrittore italiano († 1928)
- 1885 - Rómulo D. Carbia, storico argentino († 1944)
- 1885 - Ina Seidel, poetessa e scrittrice tedesca († 1974)
- 1885 - Giuseppe Tetamo, poeta e scrittore italiano († 1941)
- 1885 - Ja'far al-'Askari, militare e politico iracheno († 1936)
- 1886 - Robert Kane, produttore cinematografico statunitense († 1957)
- 1886 - Paul Lévy, matematico e statistico francese († 1971)
- 1887 - Carlos Dávila, giornalista, diplomatico e politico cileno († 1955)
- 1887 - Bernard Paget, generale britannico († 1961)
- 1888 - Antonio Ascari, pilota automobilistico italiano († 1925)
- 1888 - Carlos Larronde, poeta, drammaturgo e giornalista francese († 1940)
- 1888 - Hanna Rovina, attrice teatrale e attrice cinematografica israeliana († 1980)
- 1889 - Robert Benchley, giornalista, attore e sceneggiatore statunitense († 1945)
- 1889 - Claude McKay, scrittore e poeta giamaicano († 1948)
- 1889 - John Sörenson, ginnasta svedese († 1976)
- 1890 - Agatha Christie, scrittrice e drammaturga britannica († 1976)
- 1890 - Walther Fischer von Weikersthal, generale tedesco († 1953)
- 1890 - Giuseppe Franchi Maggi, militare italiano († 1918)
- 1890 - Eugène Maës, calciatore francese († 1945)
- 1890 - Frank Martin, compositore svizzero († 1974)
- 1891 - Federico Zapelloni, militare italiano († 1979)
- 1892 - Silpa Bhirasri, scultore e incisore italiano († 1962)
- 1893 - Tintino Persio Rasi, anarchico, giornalista e poeta italiano († 1963)
- 1894 - Artur Dubravčić, calciatore jugoslavo († 1969)
- 1894 - Chic Harley, giocatore di football americano statunitense († 1974)
- 1894 - Hugo Helsten, ginnasta danese († 1978)
- 1894 - Oskar Klein, fisico svedese († 1977)
- 1894 - Jean Renoir, regista, sceneggiatore e scrittore francese († 1979)
- 1894 - Alessandro Tarabini, politico, generale e dirigente sportivo italiano († 1949)
- 1894 - Victor Tcherikover, storico russo († 1958)
- 1895 - Umberto Gelmetti, politico italiano († 1956)
- 1895 - Natale Loiacono, calciatore italiano († 1962)
- 1895 - Magda Lupescu, rumena († 1977)
- 1895 - Pietro Ravetti, calciatore italiano († 1981)
- 1896 - Mario Angeloni, politico, antifascista e avvocato italiano († 1936)
- 1896 - Harry Bagge, allenatore di calcio e calciatore inglese († 1967)
- 1896 - Hilda Heinemann, tedesca († 1979)
- 1896 - Eduardo Lonardi, generale e politico argentino († 1956)
- 1896 - Doko Toshio, manager giapponese († 1988)
- 1897 - Kurt Daluege, generale, poliziotto e criminale di guerra tedesco († 1946)
- 1897 - Paul Schöffler, baritono tedesco († 1977)
- 1898 - Leonardo De Benedetti, medico e superstite dell'Olocausto italiano († 1983)
- 1898 - Giuseppe De Luca, presbitero, editore e saggista italiano († 1962)
- 1898 - Eddie Gottlieb, cestista, allenatore di pallacanestro e dirigente sportivo statunitense († 1979)
- 1898 - Jan Jacob Slauerhoff, poeta olandese († 1936)
- 1899 - Eugenio Allievi, calciatore italiano
- 1899 - Pierre Chantraine, linguista e grecista francese († 1974)
- 1899 - Pietro Fanti, militare italiano († 1943)
- 1899 - Remigio Paone, regista teatrale, produttore teatrale e direttore teatrale italiano († 1977)
- 1899 - Genesio Pioletti, allenatore di calcio e calciatore italiano († 1969)
- 1899 - Aytsemnik Urartu, scultrice armena († 1974)
- 1900 - Giuseppe Di Bartolo, militare italiano († 1943)
- 1900 - Edoardo Donegana, calciatore argentino
- 1900 - Franco Gianese, calciatore italiano
- 1900 - Sammy Moore, pallanuotista irlandese († 1989)
- 1900 - Paolo Rossi, giurista e politico italiano († 1985)

## XX secolo(973)
- 1901 - Tusnamitsu Adachi, entomologo giapponese († 1981)
- 1901 - Donald Bailey, ingegnere britannico († 1985)
- 1901 - Janko Blaho, tenore slovacco († 1981)
- 1901 - Elie Carafoli, ingegnere rumeno († 1983)
- 1901 - Sylvia Crowe, architetto del paesaggio britannica († 1997)
- 1901 - Luigi Fantappiè, matematico italiano († 1956)
- 1901 - Hans Hilfiker, ingegnere e designer svizzero († 1993)
- 1901 - António Augusto Lopes, calciatore portoghese
- 1902 - Julien Saby, rugbista a 15, allenatore di rugby a 15 e dirigente sportivo francese († 1992)
- 1902 - Joseph Salemi, musicista statunitense († 2003)
- 1903 - Roy Acuff, cantante statunitense († 1992)
- 1903 - Vittorio Bardini, politico e partigiano italiano († 1985)
- 1903 - Yisrael Kristal, supercentenario polacco († 2017)
- 1903 - Mario Migliorini, partigiano italiano († 1945)
- 1903 - Pia Tassinari, soprano e mezzosoprano italiano († 1995)
- 1904 - Tom Conway, attore britannico († 1967)
- 1904 - Piero Girace, giornalista, scrittore e critico d'arte italiano († 1970)
- 1904 - Sergej Iosifovič Jutkevič, regista e sceneggiatore sovietico († 1985)
- 1904 - Umberto II di Savoia, italiano († 1983)
- 1905 - Emil Lohbeck, cestista tedesco († 1944)
- 1905 - Bernardo Mattarella, politico italiano († 1971)
- 1905 - Pat O'Callaghan, martellista irlandese († 1991)
- 1906 - Jacques Becker, regista e sceneggiatore francese († 1960)
- 1906 - Carlo di Limburg-Stirum, politico e filantropo belga († 1989)
- 1906 - Luigi Gabba, calciatore italiano († 1986)
- 1906 - Irving Jaffee, pattinatore di velocità su ghiaccio statunitense († 1981)
- 1907 - Jack Bailey, attore e conduttore televisivo statunitense († 1980)
- 1907 - Alfred Delp, gesuita tedesco († 1945)
- 1907 - Gunnar Ekelöf, poeta e scrittore svedese († 1968)
- 1907 - Luigi Morstabilini, vescovo cattolico italiano († 1989)
- 1907 - Fay Wray, attrice canadese († 2004)
- 1908 - Raffaele Carlesso, alpinista italiano († 2000)
- 1908 - Gerd Gaiser, scrittore tedesco († 1976)
- 1908 - Günther Herrmann, militare e poliziotto tedesco († 2004)
- 1908 - Julio Lores, calciatore peruviano († 1945)
- 1908 - Penny Singleton, attrice e sindacalista statunitense († 2003)
- 1908 - Spartaco Morelli, mezzofondista e maratoneta italiano († 1968)
- 1908 - Abe Silverstein, ingegnere statunitense († 2001)
- 1909 - Jean Batten, aviatrice neozelandese († 1982)
- 1909 - Virgilio Carmignani, pittore italiano († 1992)
- 1909 - Eric Linden, attore statunitense († 1994)
- 1909 - Mario Masciulli, militare italiano († 1991)
- 1909 - Livia Pirocchi Tonolli, biologa italiana († 1985)
- 1909 - Carl Roth, cestista e allenatore di pallacanestro statunitense († 1966)
- 1909 - Renato Scionti, politico, partigiano e docente italiano († 1985)
- 1910 - Guido Astuti, avvocato e giurista italiano († 1980)
- 1910 - Charles August Nichols, animatore e regista cinematografico statunitense († 1992)
- 1910 - Marion Roper, tuffatrice statunitense († 1991)
- 1910 - Roxie Collie Laybourne, ornitologa statunitense († 2003)
- 1910 - Carmelo Trasselli, storico italiano († 1982)
- 1911 - Emil Botta, attore e poeta rumeno († 1977)
- 1911 - Otto Hunsche, avvocato e poliziotto tedesco († 1994)
- 1911 - José Muguerza, calciatore e allenatore di calcio spagnolo († 1980)
- 1911 - Joseph Pevney, regista e attore statunitense († 2008)
- 1911 - Ilario Rossi, pittore e incisore italiano († 1994)
- 1911 - Anne-Marie Seghers, tennista francese († 2012)
- 1912 - Mario Camorani, compositore di scacchi italiano († 1996)
- 1912 - Giuseppe De André, dirigente d'azienda e imprenditore italiano († 1985)
- 1912 - Sabiha Kasimati, biologa albanese († 1951)
- 1912 - Ivan Kuzmenko, calciatore sovietico († 1943)
- 1912 - Albert Lord, filologo statunitense († 1991)
- 1912 - Joseph McMillan Johnson, effettista statunitense († 1990)
- 1913 - Francesco Amadio, vescovo cattolico italiano († 2000)
- 1913 - John Newton Mitchell, politico statunitense († 1988)
- 1913 - Johannes Steinhoff, generale e aviatore tedesco († 1994)
- 1913 - Mario Venanzi, politico e avvocato italiano († 1995)
- 1914 - Creighton Abrams, generale statunitense († 1974)
- 1914 - Adolfo Bioy Casares, scrittore, giornalista e saggista argentino († 1999)
- 1914 - Orhan Kemal, scrittore turco († 1970)
- 1914 - Jens Otto Krag, politico danese († 1978)
- 1914 - Raúl Mezzadra, calciatore argentino
- 1914 - Will Quadflieg, attore e regista tedesco († 2003)
- 1914 - Alessandro Vigevani, attivista e docente italiano († 2005)
- 1915 - Bruno Arcari, calciatore e allenatore di calcio italiano († 2004)
- 1915 - Henry Brant, compositore e musicista statunitense († 2008)
- 1915 - Al Casey, chitarrista statunitense († 2005)
- 1915 - John Conte, attore statunitense († 2006)
- 1915 - José Nicomedes Grossi, vescovo cattolico brasiliano († 2009)
- 1915 - John Isaacs, cestista statunitense († 2009)
- 1915 - Helmut Schön, calciatore e allenatore di calcio tedesco († 1996)
- 1916 - Toni Branca, pilota automobilistico svizzero († 1985)
- 1916 - Peter Paul Fernandes, hockeista su prato indiano († 1981)
- 1916 - Hans Lobenhofer, alpinista, ingegnere e imprenditore tedesco († 2014)
- 1916 - Margaret Lockwood, attrice britannica († 1990)
- 1916 - Giorgio Oppo, giurista italiano († 2008)
- 1916 - Cec Pepper, crickettista australiano († 1993)
- 1916 - Héctor Puricelli, calciatore e allenatore di calcio uruguaiano († 2001)
- 1916 - Frederick Weyand, generale statunitense († 2010)
- 1917 - Pëtr Markovič Abovin-Egides, filosofo russo († 1997)
- 1917 - David Flusser, storico e biblista israeliano († 2000)
- 1917 - Hilde Güden, soprano austriaco († 1988)
- 1917 - Buddy Jeannette, cestista, allenatore di pallacanestro e dirigente sportivo statunitense († 1998)
- 1917 - Guido Pagani, medico e alpinista italiano († 1988)
- 1917 - René Pijpers, calciatore olandese († 1944)
- 1918 - Vando Aldrovandi, partigiano e antifascista italiano († 1987)
- 1918 - Alfred D. Chandler Jr., storico statunitense († 2007)
- 1918 - Alberto Fazio, calciatore argentino
- 1918 - Margot Loyola, cantautrice, antropologa e musicologa cilena († 2015)
- 1918 - Eigil Nielsen, calciatore, pallamanista e imprenditore danese († 2000)
- 1918 - Štefan Stankovič, calciatore slovacco († 1993)
- 1919 - Gabor Adler, agente segreto e partigiano ungherese († 1944)
- 1919 - Mario Belardinelli, tennista e dirigente sportivo italiano († 1998)
- 1919 - Goffredo Colombi, calciatore italiano († 2008)
- 1919 - Fausto Coppi, ciclista su strada e pistard italiano († 1960)
- 1919 - Puccio Roelens, pianista, arrangiatore e direttore d'orchestra italiano († 1985)
- 1919 - Trần Văn Trà, generale vietnamita († 1996)
- 1920 - Carlo Vannucci, pittore, scenografo e scultore italiano († 2015)
- 1921 - Sergio Bruni, cantautore, chitarrista e compositore italiano († 2003)
- 1921 - Mario Ciocchetti, educatore, bibliotecario e giornalista italiano († 2018)
- 1921 - Umberto Domina, scrittore, umorista e autore televisivo italiano († 2006)
- 1921 - Joseph Iléo, politico della Repubblica Democratica del Congo († 1993)
- 1921 - James Jeter, attore statunitense († 2007)
- 1921 - Norma MacMillan, attrice e doppiatrice canadese († 2001)
- 1921 - Nils Rydström, schermidore svedese († 2018)
- 1921 - Luigi Sculli, calciatore italiano († 1959)
- 1921 - Moshe Shamir, scrittore, giornalista e politico israeliano († 2004)
- 1922 - Bob Anderson, attore e schermidore britannico († 2012)
- 1922 - Harry Betts, compositore e trombonista statunitense († 2012)
- 1922 - Sandro Cantone, politico italiano († 2015)
- 1922 - Jackie Cooper, attore, regista e produttore televisivo statunitense († 2011)
- 1922 - Gaetano Cozzi, storico italiano († 2001)
- 1922 - Vera Kaščeeva, medico sovietico († 1975)
- 1922 - Vasil Laçi, patriota albanese († 1941)
- 1922 - Mary Soames, nobildonna britannica († 2014)
- 1922 - Sergio de Castro, artista argentino († 2012)
- 1923 - Carlo Bassi, architetto e scrittore italiano († 2017)
- 1923 - Giorgio Covi, politico italiano († 2005)
- 1923 - Buffy Dee, attore, cabarettista e batterista statunitense († 1995)
- 1923 - Anton Heiller, organista, compositore e direttore d'orchestra austriaco († 1979)
- 1923 - Alvaro Mancori, direttore della fotografia e produttore cinematografico italiano († 2011)
- 1923 - Nadežda Šitikova, schermitrice sovietica († 1995)
- 1924 - Rino Crivelli, pittore, scultore e scrittore italiano († 2013)
- 1924 - André Doye, calciatore francese († 1981)
- 1924 - Raúl García-Ordóñez, cestista cubano († 2013)
- 1924 - György Lázár, politico ungherese († 2014)
- 1924 - Giovanni Locatelli, vescovo cattolico italiano († 2004)
- 1924 - Vladimir Karpovič Pikalov, generale sovietico († 2003)
- 1925 - Forrest Compton, attore statunitense († 2020)
- 1925 - Giuseppe Fava, scrittore, giornalista e drammaturgo italiano († 1984)
- 1925 - Whitey Kachan, cestista statunitense († 1993)
- 1925 - Erika Köth, soprano tedesco († 1989)
- 1925 - Kirill Jur'evič Lavrov, attore e regista russo († 2007)
- 1925 - Carlo Rambaldi, effettista e artista italiano († 2012)
- 1925 - Antonio Torreano, calciatore italiano († 2007)
- 1925 - Renzo Tubaro, pittore e disegnatore italiano († 2002)
- 1925 - Riccardo Vantellini, pianista, direttore d'orchestra e compositore italiano († 2012)
- 1925 - Jørgen Wagner Hansen, calciatore danese († 1969)
- 1926 - Shōhei Imamura, regista e sceneggiatore giapponese († 2006)
- 1926 - Sergio Camillo Segre, politico, giornalista e partigiano italiano († 2022)
- 1926 - Jean-Pierre Serre, matematico francese
- 1926 - George Thompson, calciatore inglese († 2004)
- 1926 - Anacleto Verrecchia, filosofo, traduttore e giornalista italiano († 2012)
- 1927 - Rudolf Anderson, aviatore statunitense († 1962)
- 1927 - Lúcio Figueirêdo, pallanuotista brasiliano
- 1927 - Margaret Keane, artista e pittrice statunitense († 2022)
- 1927 - Rolando Massaro, tenore italiano († 2006)
- 1927 - Italo Pasquon, chimico italiano († 2021)
- 1927 - Liliana Ronchetti, cestista italiana († 1974)
- 1927 - Andy Spack, cestista canadese († 1988)
- 1928 - Cannonball Adderley, sassofonista statunitense († 1975)
- 1928 - Renato Albertini, politico e partigiano italiano († 2006)
- 1928 - Franca Ongaro, attivista e politica italiana († 2005)
- 1928 - Giuseppe Pinori, direttore della fotografia italiano († 2021)
- 1928 - Otello Scarpelli, fumettista italiano († 2010)
- 1929 - Alia Al Moujahid, cantante marocchina († 2012)
- 1929 - Halina Birenbaum, scrittrice, poetessa e traduttrice polacca
- 1929 - Aldo Cabizza, chitarrista italiano († 2013)
- 1929 - Johannes Dyba, arcivescovo cattolico tedesco († 2000)
- 1929 - Murray Gell-Mann, fisico statunitense († 2019)
- 1929 - Dick Latessa, attore statunitense († 2016)
- 1929 - John Julius Norwich, storico e personaggio televisivo britannico († 2018)
- 1929 - Alessandro Pin, calciatore italiano († 2011)
- 1929 - Archie Robertson, calciatore scozzese († 1978)
- 1930 - Pierino Baffi, ciclista su strada italiano († 1985)
- 1930 - Rudy Bukich, giocatore di football americano statunitense († 2016)
- 1930 - José Carbone, calciatore argentino († 2014)
- 1930 - Cesare Falessi, autore di fantascienza italiano († 2007)
- 1930 - Donald O'Brien, attore irlandese († 2018)
- 1930 - Halszka Osmólska, paleontologa polacca († 2008)
- 1930 - Angelo Paravisi, vescovo cattolico italiano († 2004)
- 1930 - Caupolicán Peña, ex calciatore e allenatore di calcio cileno
- 1930 - Shōichi Watanabe, linguista e filologo giapponese († 2017)
- 1930 - Luciano Zardi, ex sollevatore italiano
- 1931 - Alfredo Beni, militare italiano († 1977)
- 1931 - Jac Holzman, imprenditore statunitense
- 1931 - Lincoln Hurring, nuotatore neozelandese († 1993)
- 1931 - Maria Kowalówka, cestista polacca († 2021)
- 1931 - Walter Marciano, calciatore brasiliano († 1961)
- 1931 - Rufina Nifontova, attrice sovietica († 1994)
- 1931 - José Pereira, ex calciatore portoghese
- 1932 - Antônio Abujamra, attore e regista televisivo brasiliano († 2015)
- 1932 - Neil Bartlett, chimico britannico († 2008)
- 1932 - 'Abd al-Halim Khaddam, politico siriano († 2020)
- 1932 - Danilo Poggiolini, ex politico e scrittore italiano
- 1932 - Nina Poznanskaja, ex cestista sovietica
- 1932 - Edward Stevens, canottiere statunitense († 2013)
- 1932 - Ann Bannon, scrittrice statunitense
- 1933 - Rubem Alves, psicoanalista, educatore e teologo brasiliano († 2014)
- 1933 - Vladimir Beljaev, calciatore sovietico († 2001)
- 1933 - Henry Darrow, attore portoricano († 2021)
- 1933 - Rafael Frühbeck de Burgos, direttore d'orchestra e compositore spagnolo († 2014)
- 1933 - Enzo Mustoni, calciatore italiano († 2012)
- 1933 - Quarentinha, calciatore brasiliano († 1996)
- 1933 - Hiroshi Saitō, cestista giapponese († 2011)
- 1933 - Petra Schürmann, modella e attrice tedesca († 2010)
- 1933 - Bruno Vacchiano, pittore italiano († 1994)
- 1933 - Paulo de Almeida, calciatore brasiliano († 2013)
- 1934 - Yukiyoshi Aoki, nuotatore giapponese († 1996)
- 1934 - Jaja Fiastri, commediografa, sceneggiatrice e paroliera italiana († 2018)
- 1934 - Alain Levent, direttore della fotografia e regista francese († 2008)
- 1934 - Tom McCarthy, hockeista su ghiaccio canadese († 1992)
- 1934 - Rolando Nicolosi, pianista e compositore argentino († 2018)
- 1935 - Severino Angella, ex ciclista su strada italiano
- 1935 - Filadelfio Aparo, poliziotto italiano († 1979)
- 1935 - Dinkha IV, presbitero iracheno († 2015)
- 1935 - Domenico Fisichella, politico e politologo italiano
- 1935 - Tibor Pál, ex calciatore ungherese
- 1936 - Mehmet Baturalp, cestista e allenatore di pallacanestro turco († 2017)
- 1936 - Ashley Cooper, tennista australiano († 2020)
- 1936 - Héda Frost, ex nuotatrice francese
- 1936 - Giovanni Gavagnin, cestista e allenatore di pallacanestro italiano († 2013)
- 1936 - Jorma Hotanen, pentatleta finlandese († 2018)
- 1936 - Yōichi Kotabe, fumettista e animatore giapponese
- 1936 - Lothar Warneke, regista, sceneggiatore e attore tedesco († 2006)
- 1937 - Eric Christiansen, storico inglese († 2016)
- 1937 - Fernando de la Rúa, avvocato, docente e politico argentino († 2019)
- 1937 - Gordon Richard England, politico statunitense
- 1937 - King Curtis Iaukea, wrestler statunitense († 2010)
- 1937 - Robert Lucas, economista statunitense († 2023)
- 1937 - Pino Puglisi, presbitero, educatore e insegnante italiano († 1993)
- 1937 - Imre Rapp, calciatore ungherese († 2015)
- 1937 - Viktor Romanov, ex pistard sovietico
- 1937 - Tony Yates, cestista e allenatore di pallacanestro statunitense († 2020)
- 1938 - Fumio Demura, artista marziale e attore giapponese († 2023)
- 1938 - Marisa Jossa, modella italiana († 2023)
- 1938 - Lya Luft, scrittrice, traduttrice e linguista brasiliana († 2021)
- 1938 - Marcelo Angiolo Melani, vescovo cattolico e missionario italiano († 2021)
- 1938 - Silvano Mencacci, ex calciatore italiano
- 1938 - Rafael Osuna, tennista messicano († 1969)
- 1938 - Gaylord Perry, giocatore di baseball statunitense († 2022)
- 1938 - Gerry Schum, gallerista tedesco († 1973)
- 1939 - Emilio Cappuccio, attore e doppiatore italiano
- 1939 - Elizabeth Odio Benito, giudice costaricana
- 1940 - Michele Del Grosso, regista teatrale, drammaturgo e impresario teatrale italiano († 2018)
- 1940 - Gustav Hult, allenatore di calcio e ex calciatore norvegese
- 1940 - Man Mountain Mike, wrestler statunitense († 1988)
- 1940 - Roberto Marchini, politico italiano
- 1940 - Chris Menges, regista e direttore della fotografia britannico
- 1940 - Anne Moody, scrittrice e attivista statunitense († 2015)
- 1940 - Merlin Olsen, giocatore di football americano e attore statunitense († 2010)
- 1940 - Giuseppe Pappalettera, ex calciatore italiano
- 1940 - Angelo Pezzana, attivista, politico e giornalista italiano
- 1940 - Armando Sardi, velocista italiano († 2023)
- 1940 - Keith Smith, ex calciatore inglese
- 1940 - Norman Spinrad, autore di fantascienza statunitense
- 1941 - Flórián Albert, calciatore ungherese († 2011)
- 1941 - Domenico Umberto D'Ambrosio, arcivescovo cattolico italiano
- 1941 - Mirosław Hermaszewski, cosmonauta polacco († 2022)
- 1941 - Kim Hye-ja, attrice sudcoreana
- 1941 - Jim Lynam, ex cestista, allenatore di pallacanestro e dirigente sportivo statunitense
- 1941 - Jurij Norštejn, regista russo
- 1941 - Signe Toly Anderson, cantante statunitense († 2016)
- 1941 - Emanuel Tov, biblista olandese
- 1941 - Viktor Alekseevič Zubkov, dirigente d'azienda, politico e funzionario russo
- 1942 - Thomas Astan, attore, regista teatrale e religioso tedesco († 2024)
- 1942 - Lee Dorman, bassista statunitense († 2012)
- 1942 - Ugo Grimaldi, politico italiano
- 1942 - Philip Harris, politico e imprenditore britannico
- 1942 - Emmerson Mnangagwa, politico zimbabwese
- 1942 - Heiner Thade, ex pentatleta tedesco
- 1942 - Davide Visani, politico italiano († 1995)
- 1942 - Wen Jiabao, politico e geologo cinese
- 1943 - Claudio Argento, produttore cinematografico e sceneggiatore italiano
- 1943 - John Comeaux, ex cestista statunitense
- 1943 - Anthony Patrick Fairall, astronomo sudafricano († 2008)
- 1943 - Luigi Follieri, politico italiano († 2024)
- 1943 - Shin'ichirō Ikebe, compositore giapponese
- 1943 - Renato Mattarucchi, ex calciatore italiano
- 1943 - Derek Warfield, cantautore irlandese
- 1944 - Emilio Floris, politico italiano
- 1944 - Dick Lowry, regista e produttore televisivo statunitense
- 1944 - Yoweri Museveni, politico e generale ugandese
- 1944 - Mauro Piacenza, cardinale e arcivescovo cattolico italiano
- 1944 - Hans Ree, scacchista e scrittore olandese
- 1944 - Graham Taylor, allenatore di calcio e calciatore inglese († 2017)
- 1944 - Radomir Vukčević, calciatore jugoslavo († 2014)
- 1945 - Giancarlo Bellini, ex ciclista su strada e ciclocrossista italiano
- 1945 - Roy Brocksmith, attore statunitense († 2001)
- 1945 - Dave Clements, allenatore di calcio e ex calciatore nordirlandese
- 1945 - Franco Cresci, calciatore italiano († 2025)
- 1945 - Doriano Di Benedetto, politico italiano
- 1945 - Michele Emmer, matematico e saggista italiano
- 1945 - Nicholas Kazan, sceneggiatore, drammaturgo e produttore cinematografico statunitense
- 1945 - Raïsa Kurv'jakova, ex cestista sovietica
- 1945 - Narcís Martí Filosia, ex calciatore spagnolo
- 1945 - Carmen Maura, attrice spagnola
- 1945 - Jessye Norman, soprano statunitense († 2019)
- 1945 - Hans-Gert Pöttering, politico tedesco
- 1945 - Ron Shelton, regista, sceneggiatore e ex giocatore di baseball statunitense
- 1945 - Muqrin bin 'Abd al-'Aziz Al Sa'ud, politico e ex militare saudita
- 1946 - Ottavio Fabbri, regista e produttore cinematografico italiano
- 1946 - Krzysztof Grzegorek, ex schermidore polacco
- 1946 - Tommy Lee Jones, attore e regista statunitense
- 1946 - Zoltán Kásás, ex pallanuotista ungherese
- 1946 - Salvatore Ronald Matano, vescovo cattolico statunitense
- 1946 - Carlo Micheli, scacchista italiano
- 1946 - Tetsu Nakamura, medico giapponese († 2019)
- 1946 - Oliver Stone, regista, sceneggiatore e produttore cinematografico statunitense
- 1947 - Plinio Fernando, attore italiano
- 1947 - Bob Greacen, ex cestista statunitense
- 1947 - Viggo Jensen, allenatore di calcio e ex calciatore danese
- 1947 - Theodore Long, statunitense
- 1947 - Milun Marović, cestista jugoslavo († 2009)
- 1947 - Emilio Monaldi, allenatore di calcio e ex calciatore italiano
- 1947 - Eusebio Poncela, attore spagnolo
- 1947 - Dominique Valbelle, egittologa e archeologa francese
- 1947 - Peter Frederick Wilson, allenatore di calcio e ex calciatore inglese
- 1948 - Patricio Crespo, imprenditore, dirigente d'azienda e politico cileno
- 1948 - Daniel Goens, ex pistard belga
- 1948 - Yolanda Kakabadse, politica e ambientalista ecuadoriana
- 1948 - Horacio López Salgado, ex calciatore messicano
- 1948 - D. J. Waldie, scrittore, saggista e storico dell'architettura statunitense
- 1949 - Giorgio Barani, saggista italiano
- 1949 - Joe Barton, politico statunitense
- 1949 - Michael Lameck, allenatore di calcio e ex calciatore tedesco
- 1949 - Antonio Sasso, giornalista italiano
- 1950 - Angela Francese, politica italiana († 2025)
- 1950 - Roslyn Gentle, attrice australiana
- 1950 - Massimo Leni, ex arbitro di calcio italiano
- 1950 - Nicolas Werth, storico francese
- 1951 - Pete Carroll, allenatore di football americano statunitense
- 1951 - Piero Celani, politico italiano
- 1951 - Francesco Fortugno, politico italiano († 2005)
- 1951 - Geneviève Montigiani, ex cestista francese
- 1951 - Fabio Rugge, politologo italiano
- 1951 - Fred Seibert, imprenditore e produttore televisivo statunitense
- 1951 - Tarciso, calciatore brasiliano († 2018)
- 1951 - Jared Taylor, giornalista e attivista statunitense
- 1952 - Nassir Al-Nasser, diplomatico qatariota
- 1952 - Marcello Basso, politico italiano
- 1952 - Fulvio Fellet, allenatore di calcio e ex calciatore italiano
- 1952 - Kelly Keagy, batterista e cantante statunitense
- 1952 - José Rachão, allenatore di calcio e ex calciatore portoghese
- 1952 - Serhij Tkač, serial killer ucraino († 2018)
- 1952 - Aldo Tomasini, ex mezzofondista italiano
- 1953 - Adrian Adonis, wrestler statunitense († 1988)
- 1953 - Kirkland H. Donald, ammiraglio statunitense
- 1953 - Astrit Hafizi, allenatore di calcio, ex calciatore e opinionista albanese
- 1953 - Gianni Leone, musicista e cantautore italiano
- 1953 - Umberto Mormile, educatore italiano († 1990)
- 1953 - Patricia Rhomberg, ex attrice pornografica austriaca
- 1953 - Keiko Takeshita, attrice giapponese
- 1953 - Saburo Teshigawara, coreografo e ballerino giapponese
- 1953 - Víctor Trossero, calciatore argentino († 1983)
- 1953 - Janet Williams, ex cestista australiana
- 1954 - Hrant Dink, giornalista e scrittore turco († 2007)
- 1954 - Elio Nava, pittore italiano
- 1954 - Barry Shabaka Henley, attore statunitense
- 1954 - Werner Lička, allenatore di calcio e ex calciatore cecoslovacco
- 1954 - Cliff Pondexter, ex cestista statunitense
- 1954 - Carola Zirzow, ex canoista tedesca
- 1955 - Farchad Achmedov, imprenditore e politico russo
- 1955 - Željka Antunović, politica croata
- 1955 - Jesús Fernández González, vescovo cattolico spagnolo
- 1955 - Dan Fesperman, scrittore e giornalista statunitense
- 1955 - Gianluigi Magri, politico italiano
- 1955 - Vito Noto, designer italiano
- 1955 - Brendan O'Carroll, attore e scrittore irlandese
- 1955 - Renzo Rosso, stilista, imprenditore e dirigente sportivo italiano
- 1955 - Timothy Scott, ballerino, attore e cantante statunitense († 1988)
- 1955 - Anton Wembacher, slittinista tedesco occidentale
- 1956 - Juan Ramón Carrasco, allenatore di calcio e ex calciatore uruguaiano
- 1956 - Michael Chapdelaine, chitarrista e insegnante statunitense († 2023)
- 1956 - Wendy Hogg, ex nuotatrice canadese
- 1956 - Marvin Delph, ex cestista statunitense
- 1956 - Arcangelo Esposito, pittore italiano
- 1956 - Eugenio Gaudio, medico italiano
- 1956 - Anne Geddes, fotografa australiana
- 1956 - Jaki Graham, cantante inglese
- 1956 - Marc Iavaroni, ex cestista e allenatore di pallacanestro statunitense
- 1956 - Tawny Little, modella e conduttrice televisiva statunitense
- 1956 - Cesidio Oddi, ex calciatore italiano
- 1956 - Maggie Reilly, cantante britannica
- 1957 - Frédéric Brun, ciclista su strada francese
- 1957 - Marco Carena, cantautore italiano
- 1957 - Klaus Eberhard, ex tennista tedesco
- 1957 - Slobodan Kačar, ex pugile jugoslavo
- 1957 - Porpora Marcasciano, attivista e scrittrice italiana
- 1957 - Paweł Pawlikowski, regista polacco
- 1957 - Wiley Peck, ex cestista statunitense
- 1957 - Larry Polowski, ex giocatore di football americano statunitense
- 1957 - Salvatore Requirez, scrittore e medico italiano
- 1957 - Muddy Wehara, fumettista giapponese († 2009)
- 1957 - Otis Wilson, ex giocatore di football americano statunitense
- 1957 - Joseph Đỗ Mạnh Hùng, vescovo cattolico vietnamita
- 1958 - Gianmarco Bellini, generale italiano
- 1958 - Cheung Chi Tak, ex calciatore e ex giocatore di calcio a 5 hongkonghese
- 1958 - Domenico De Siano, politico italiano
- 1958 - Pier Marino Menicucci, politico sammarinese
- 1958 - Joel Quenneville, allenatore di hockey su ghiaccio e ex hockeista su ghiaccio canadese
- 1958 - Wendie Jo Sperber, attrice statunitense († 2005)
- 1958 - Cher Wang, imprenditrice e filantropa taiwanese
- 1959 - Sami Al-Hashash, ex calciatore kuwaitiano
- 1959 - Kevin Allen, attore, regista e sceneggiatore britannico
- 1959 - Anna Di Francisca, regista e sceneggiatrice italiana
- 1959 - Andreas Eschbach, scrittore tedesco
- 1959 - Bodo Ferl, bobbista tedesco
- 1959 - Steffen Grummt, bobbista tedesco
- 1959 - Salomón Jara Cruz, politico messicano
- 1959 - Mark Kirk, politico statunitense
- 1959 - Yuki Kitazume, attore e cantante giapponese
- 1959 - Ivar Mobekk, ex saltatore con gli sci norvegese
- 1959 - Mike Reiss, sceneggiatore e produttore televisivo statunitense
- 1959 - José Luis Salcedo Nieto, ex calciatore spagnolo
- 1959 - Catherine Suire, ex tennista francese
- 1959 - Derek Tarr, ex tennista sudafricano
- 1959 - Michael Wilson, ex cestista statunitense
- 1960 - Lily Anggreny, ex atleta paralimpica tedesca
- 1960 - Ton Blanker, ex calciatore olandese
- 1960 - Giancarlo Caracuzzo, disegnatore italiano
- 1960 - Oleksij Čerednyk, ex calciatore sovietico
- 1960 - Mike Davis, ex cestista e allenatore di pallacanestro statunitense
- 1960 - Nicoletta Deponti, conduttrice radiofonica, conduttrice televisiva e giornalista italiana
- 1960 - Mitch Dorge, musicista e compositore canadese
- 1960 - Kurt Garger, allenatore di calcio, dirigente sportivo e ex calciatore austriaco
- 1960 - Claus Gebauer, ex calciatore tedesco
- 1960 - Cinzia Mascoli, attrice italiana
- 1960 - Gianni Sacchi, vescovo cattolico italiano
- 1960 - Katsuyoshi Shintō, ex calciatore giapponese
- 1960 - Ed Solomon, sceneggiatore, regista e produttore cinematografico statunitense
- 1960 - Uwe Zötzsche, ex calciatore tedesco
- 1961 - Katia Beni, attrice italiana
- 1961 - Brenda Buglione, ex sciatrice alpina statunitense
- 1961 - Carmen Bunaciu, ex nuotatrice rumena
- 1961 - Gustavo Cordera, cantante argentino
- 1961 - Vincenzo D'Agostino, paroliere italiano
- 1961 - Frank Emmelmann, ex velocista tedesco
- 1961 - Bengt Fjällberg, ex sciatore alpino svedese
- 1961 - Lidija Muhtarovna Jusupova, attivista russa
- 1961 - Dan Marino, ex giocatore di football americano statunitense
- 1961 - Colin McFarlane, attore britannico
- 1961 - Ute Oberhoffner, ex slittinista tedesca orientale
- 1961 - Sergio Pappalettera, grafico, designer e direttore artistico italiano
- 1961 - Demetrio Salvi, critico cinematografico italiano
- 1961 - Andrés Simón, ex velocista cubano
- 1962 - Paolo Filippi, politico italiano († 2021)
- 1962 - Gian Antonio Girelli, politico italiano
- 1962 - Éric Lavaine, regista e sceneggiatore francese
- 1962 - Orlando Marrero, ex cestista portoricano
- 1962 - Scott McNeil, attore e doppiatore australiano
- 1962 - Rebecca Miller, regista, attrice e sceneggiatrice statunitense
- 1962 - Fausto Pari, dirigente sportivo e ex calciatore italiano
- 1962 - Alessandro Renica, ex calciatore e allenatore di calcio italiano
- 1962 - Stepan Sarkisjan, ex lottatore armeno
- 1962 - Luc Sonor, ex calciatore francese
- 1963 - Sixten Boström, allenatore di calcio e ex calciatore finlandese
- 1963 - Stefania Falasca, giornalista, scrittrice e saggista italiana
- 1963 - Detlef Lohse, fisico tedesco
- 1963 - Amedeo Matacena, politico e armatore italiano († 2022)
- 1963 - Pete Myers, ex cestista e allenatore di pallacanestro statunitense
- 1963 - Paolo Negro, giornalista e scrittore italiano
- 1963 - Phillip Paley, attore statunitense
- 1963 - Raffaele Solimeno, allenatore di calcio e ex calciatore italiano
- 1963 - Paul Ward, allenatore di calcio e ex calciatore inglese
- 1964 - Michele Anelli, cantautore italiano
- 1964 - Matthew Burke, rugbista a 13 e rugbista a 15 australiano
- 1964 - Paul Caiafa, chitarrista e musicista statunitense
- 1964 - Sabine Dittmar, politica tedesca
- 1964 - Robert Fico, politico slovacco
- 1964 - María Galindo, attivista, conduttrice radiofonica e psicologa boliviana
- 1964 - Gustavo González, ex calciatore peruviano
- 1964 - Steven R. Monroe, regista e sceneggiatore statunitense
- 1964 - Jean-Claude Pagal, ex calciatore camerunese
- 1964 - Eumelio Palacios, ex calciatore paraguaiano
- 1964 - Byron Talbot, ex tennista sudafricano
- 1964 - Paul Tazewell, costumista statunitense
- 1964 - Berge Østenstad, scacchista norvegese
- 1965 - Pierre Camara, ex triplista francese
- 1965 - Joe Chrest, attore statunitense
- 1965 - Håkan Dahlby, tiratore a volo svedese
- 1965 - Kenneth Hite, autore di giochi statunitense
- 1965 - Augustine Makalakalane, ex calciatore e allenatore di calcio sudafricano
- 1965 - Thomas Stangassinger, ex sciatore alpino austriaco
- 1965 - Fernanda Torres, attrice e scrittrice brasiliana
- 1965 - Andrea Zoppini, giurista italiano
- 1966 - Giuseppe Cruciani, conduttore radiofonico, giornalista e conduttore televisivo italiano
- 1966 - Sherman Douglas, ex cestista statunitense
- 1966 - Håvard Gimse, pianista norvegese
- 1966 - Guglielmo Giombanco, vescovo cattolico italiano
- 1966 - Véronique Jardin, nuotatrice francese († 2023)
- 1966 - Il Milanese Imbruttito, attore, comico e youtuber italiano
- 1966 - Alessandro Maggi, regista teatrale italiano
- 1966 - Dejan Savićević, dirigente sportivo, allenatore di calcio e ex calciatore jugoslavo
- 1966 - Joel Sánchez, ex marciatore messicano
- 1966 - Antonio Tamburini, ex pilota automobilistico italiano
- 1966 - Franco Vignola, dirigente sportivo, allenatore di calcio e ex calciatore francese
- 1967 - Neil Borwick, ex tennista australiano
- 1967 - Wilmer Cabrera, allenatore di calcio e ex calciatore colombiano
- 1967 - Dexter Carter, ex giocatore di football americano statunitense
- 1967 - Andrew D. Chumbley, scrittore, artista e poeta inglese († 2004)
- 1967 - Alessio Di Clemente, attore italiano
- 1967 - Simone Greiner-Petter-Memm, ex sciatrice nordica tedesca
- 1967 - Pandeli Majko, politico albanese
- 1967 - Giorgio Piantanida, ex sciatore alpino italiano
- 1967 - Hansjörg Tauscher, ex sciatore alpino tedesco
- 1967 - Miroslav Žitnjak, allenatore di calcio e ex calciatore croato
- 1968 - Antonio Farina, scenografo italiano
- 1968 - Warren Fitzgerald, chitarrista e produttore discografico statunitense
- 1968 - Juan Carlos Garay, ex calciatore ecuadoriano
- 1968 - Dirk Medved, ex calciatore belga
- 1968 - Gabriel Antonio Mestre, arcivescovo cattolico argentino
- 1968 - Danny Nucci, attore statunitense
- 1968 - Kaspars Ozers, ex ciclista su strada lettone
- 1968 - German Skurygin, marciatore russo († 2008)
- 1968 - Masanori Suzuki, ex calciatore giapponese
- 1968 - Tạ Phong Tần, blogger vietnamita
- 1969 - Luca Bonaccorsi, giornalista e conduttore televisivo italiano
- 1969 - Brando, cantautore, chitarrista e produttore discografico italiano
- 1969 - Giuseppe D'Urso, ex mezzofondista italiano
- 1969 - Ezio Domenighini, ex mezzofondista italiano
- 1969 - Energio Díaz, ex calciatore ecuadoriano
- 1969 - Veronica Escobar, politica statunitense
- 1969 - Federico Ferrari, filosofo e critico d'arte italiano
- 1969 - Tunç Girgin, ex cestista turco
- 1969 - Deidre Goodwin, attrice statunitense
- 1969 - Dan Lungu, scrittore e politico rumeno
- 1969 - Gianluca Machelli, attore e doppiatore italiano
- 1969 - Márcio Santos, ex calciatore brasiliano
- 1969 - Arrigo Musti, pittore italiano
- 1969 - Jean-Philippe Méthélie, ex cestista francese
- 1969 - Emmanuelle Pagano, scrittrice francese
- 1969 - Roberto Solozábal, ex calciatore spagnolo
- 1969 - Massimo Sorrentino, ex cestista italiano
- 1969 - Derrick Van Orden, politico statunitense
- 1969 - Bart Wuyts, ex tennista belga
- 1970 - Mauro Bertarelli, dirigente sportivo, allenatore di calcio e ex calciatore italiano
- 1970 - Marco Nicolini, politico e scrittore sammarinese
- 1970 - Maximilian Nisi, attore e regista teatrale italiano
- 1970 - Bachirou Salou, ex calciatore togolese
- 1970 - Svetlana Zacharova, ex maratoneta russa
- 1971 - Josh Charles, attore statunitense
- 1971 - Ahmad Reza Jalali, medico e docente iraniano
- 1971 - Sally Doherty, cantante e flautista britannica
- 1971 - Wayne Ferreira, allenatore di tennis e ex tennista sudafricano
- 1971 - İbrahim Kalin, funzionario e politico turco
- 1971 - Michael Malone, allenatore di pallacanestro statunitense
- 1971 - Olena Proščenko, ex cestista ucraina
- 1971 - Will Shields, ex giocatore di football americano statunitense
- 1972 - Max Arduini, cantautore italiano
- 1972 - Giovanni Bussei, pilota motociclistico italiano
- 1972 - Jimmy Carr, comico, attore e conduttore televisivo britannico
- 1972 - Kit Chan, cantante, attrice e scrittrice singaporiana
- 1972 - Kenta Fukasaku, regista, sceneggiatore e produttore cinematografico giapponese
- 1972 - Stephen Glass, giornalista statunitense
- 1972 - Angelika Kallio, supermodella finlandese
- 1972 - Tim Mack, ex astista statunitense
- 1972 - Letizia Ortiz, regina spagnola
- 1972 - Gianmarco Pozzecco, allenatore di pallacanestro e ex cestista italiano
- 1972 - Sulong Rosdee, ex calciatore e ex giocatore di calcio a 5 malese
- 1972 - John Schwab, attore e doppiatore statunitense
- 1972 - Holger Stark, farmacista tedesco
- 1972 - Giuseppe Vacciano, politico italiano
- 1972 - Alois Vogl, ex sciatore alpino tedesco
- 1972 - Kai Wegner, politico tedesco
- 1973 - Markita Aldridge, ex cestista statunitense
- 1973 - Giandomenico Basso, pilota di rally italiano
- 1973 - Juraj Buček, ex calciatore slovacco
- 1973 - Todd Cahoon, attore statunitense
- 1973 - Darío Ludovino Espínola, allenatore di calcio e ex calciatore paraguaiano
- 1973 - Mirko Frezza, attore italiano
- 1973 - Alyn Smith, politico britannico
- 1973 - Joe Vogel, ex cestista statunitense
- 1973 - Daniel Westling, imprenditore svedese
- 1974 - Dragan Ćirić, ex calciatore serbo
- 1974 - Elisabeth Dermot Walsh, attrice inglese
- 1974 - Albërie Hadërgjonaj, cantante kosovara
- 1974 - Wael Kfoury, cantante libanese
- 1974 - Francisco López Contardo, pilota motociclistico e pilota automobilistico cileno
- 1974 - Alexandros Michaīl, ex calciatore cipriota
- 1974 - Divier Nelli, scrittore e curatore editoriale italiano
- 1974 - Angélique Roujas, ex calciatrice francese
- 1974 - Murat Yakın, allenatore di calcio e ex calciatore svizzero
- 1975 - Danilo Aceval, ex calciatore paraguaiano
- 1975 - Joaquim Agostinho da Silva Ribeiro, ex calciatore portoghese
- 1975 - Robyn Ah Mow, ex pallavolista statunitense
- 1975 - Carlos Filipe, ex calciatore portoghese
- 1975 - Stephen Eaton, atleta paralimpico australiano
- 1975 - Francesco Foiera, cestista italiano
- 1975 - Brian Klugman, attore statunitense
- 1975 - Katrina Miller, ex mountain biker australiana
- 1975 - Mark Miller, ex cestista e allenatore di pallacanestro statunitense
- 1975 - Maksym Pavlenko, allenatore di calcio a 5 e ex giocatore di calcio a 5 ucraino
- 1975 - José Riveiro, allenatore di calcio spagnolo
- 1975 - Jimy Szymanski, allenatore di tennis e ex tennista venezuelano
- 1975 - Xian Dongmei, judoka cinese
- 1976 - Nanette Barragán, politica statunitense
- 1976 - Jacek Bocian, ex velocista polacco
- 1976 - Vanessa Camani, politica italiana
- 1976 - Rasmus Daugaard, ex calciatore danese
- 1976 - Juan Landaida, allenatore di calcio e ex calciatore argentino
- 1976 - Jonathan Liebesman, regista sudafricano
- 1976 - Martijn Meerdink, ex calciatore olandese
- 1976 - Junior Mendes, ex calciatore montserratiano
- 1976 - Florian Myrtaj, dirigente sportivo e ex calciatore albanese
- 1976 - Christopher Serrone, attore statunitense
- 1976 - Big Lurch, rapper e criminale statunitense
- 1976 - Enrico Terrinoni, saggista e traduttore italiano
- 1976 - Roberto Martínez Rípodas, ex calciatore spagnolo
- 1976 - Rob Wiethoff, attore e doppiatore statunitense
- 1977 - Chimamanda Ngozi Adichie, scrittrice nigeriana
- 1977 - Angela Aki, cantautrice giapponese
- 1977 - Cafu, allenatore di calcio a 5 brasiliano
- 1977 - Massimo Callegari, giornalista, conduttore televisivo e telecronista sportivo italiano
- 1977 - Juninho, ex calciatore brasiliano
- 1977 - Sophie Dahl, modella inglese
- 1977 - Pape Niokhor Fall, ex calciatore senegalese
- 1977 - Leonore Gewessler, politica austriaca
- 1977 - Avishay Gordon, allenatore di pallacanestro e ex cestista israeliano
- 1977 - Tom Hardy, attore, produttore cinematografico e produttore televisivo britannico
- 1977 - René Haselbacher, ex ciclista su strada austriaco
- 1977 - Eirik Hillestad, ex calciatore norvegese
- 1977 - Luca Magri, attore, regista e produttore cinematografico italiano
- 1977 - Caterina Murino, attrice, modella e showgirl italiana
- 1977 - Marisa Ramirez, attrice e ex modella statunitense
- 1977 - Fabiola Ramos, tennistavolista venezuelana
- 1977 - Guinevere van Seenus, supermodella statunitense
- 1977 - Jason Terry, ex cestista e allenatore di pallacanestro statunitense
- 1977 - Carlos Varela, ex calciatore spagnolo
- 1977 - Benjaminas Zelkevičius, ex calciatore lituano
- 1978 - Alex Bellini, esploratore italiano
- 1978 - Lionel Bomayako, ex cestista e allenatore di pallacanestro centrafricano
- 1978 - Zach Filkins, musicista, chitarrista e modello statunitense
- 1978 - Rubén Garabaya, ex pallamanista e allenatore di pallamano spagnolo
- 1978 - Eiður Guðjohnsen, allenatore di calcio e ex calciatore islandese
- 1978 - Lourdes Isern, ex pallavolista portoricana
- 1978 - Kew Jaliens, ex calciatore olandese
- 1978 - Alessandro Mangiarratti, allenatore di calcio e ex calciatore svizzero
- 1978 - Casey McPherson, cantante, chitarrista e bassista statunitense
- 1978 - Marko Pantelić, dirigente sportivo e ex calciatore serbo
- 1978 - Antonella Papiro, politica italiana
- 1978 - Nao-Cola Yamazaki, scrittrice giapponese
- 1979 - Dave Annable, attore statunitense
- 1979 - Lorenzo Bernucci, ex ciclista su strada italiano
- 1979 - Amy Davidson, attrice statunitense
- 1979 - Nicole Fiscella, attrice e modella statunitense
- 1979 - Magdalena Grzywa, ex biatleta polacca
- 1979 - Dean Holden, allenatore di calcio e ex calciatore nordirlandese
- 1979 - Corina Istrătescu, ex cestista rumena
- 1979 - Nate James, cantautore britannico
- 1979 - Eric Johnson, ex giocatore di football americano statunitense
- 1979 - Sebastian Lang, ex ciclista su strada tedesco
- 1979 - Patrick Marleau, hockeista su ghiaccio canadese
- 1979 - Sergio Pérez Anagnostou, ex cestista e dirigente sportivo spagnolo
- 1979 - Ivan Režić, ex calciatore croato
- 1979 - Carlos Ruiz, ex calciatore e ex giocatore di calcio a 5 guatemalteco
- 1980 - David Diehl, ex giocatore di football americano statunitense
- 1980 - Mike Dunleavy, dirigente sportivo e ex cestista statunitense
- 1980 - Jung Gil-ok, schermitrice sudcoreana
- 1980 - Marc Lauenstein, orientista svizzero
- 1980 - Johan Roijakkers, allenatore di pallacanestro e ex cestista olandese
- 1980 - Domenico Spada, ex pugile italiano
- 1980 - Jolin Tsai, cantante taiwanese
- 1980 - Ben Woolf, attore statunitense († 2015)
- 1981 - Simone Albergoni, pilota motociclistico italiano
- 1981 - Gianluca Coletta, ex ciclista su strada italiano
- 1981 - Rik De Mil, allenatore di calcio belga
- 1981 - Marquis Estill, ex cestista e allenatore di pallacanestro statunitense
- 1981 - Antonio Gargiulo, attore italiano
- 1981 - Jhonny González, pugile messicano
- 1981 - Hayato Hashimoto, ex calciatore giapponese
- 1981 - Joseph Makhanya, ex calciatore sudafricano
- 1981 - Chris Myers, giocatore di football americano statunitense
- 1981 - Ben Schwartz, attore, comico e sceneggiatore statunitense
- 1981 - Martin Ticháček, calciatore ceco
- 1981 - Chris Tomlinson, ex lunghista britannico
- 1981 - Chaminda Wijekoon, mezzofondista cingalese
- 1982 - Jesse Andrews, scrittore e sceneggiatore statunitense
- 1982 - Grégory Arganese, rugbista a 15 italiano
- 1982 - Laila Boonyasak, attrice e modella thailandese
- 1982 - Du Juan, modella cinese
- 1982 - Edmilson dos Santos Silva, ex calciatore brasiliano
- 1982 - Lisa Ek, ex calciatrice svedese
- 1982 - Sofia Jannok, cantante svedese
- 1982 - Per Nilsson, ex calciatore svedese
- 1982 - Ahmed Raouf, ex calciatore egiziano
- 1982 - Shayne Reese, nuotatrice australiana
- 1982 - Aaron Ross, giocatore di football americano statunitense
- 1982 - Abdoulaye Kapi Sylla, ex calciatore guineano
- 1982 - Martin Vyskočil, calciatore ceco
- 1983 - Georges Akieremy, ex calciatore gabonese
- 1983 - Saif Mohammed Al Bishr, ex calciatore emiratino
- 1983 - Abdel-Hadi Al-Maharmeh, calciatore giordano
- 1983 - Pavel Chalturin, pallanuotista russo
- 1983 - Hammam Omer Ismail, ex cestista qatariota
- 1983 - Keith Langford, ex cestista statunitense
- 1983 - Ashleigh McIvor, ex sciatrice freestyle canadese
- 1983 - Ouk Mic, ex calciatore cambogiano
- 1983 - Tomáš Sivok, ex calciatore ceco
- 1983 - Vasco Seabra, allenatore di calcio portoghese
- 1983 - Christian Weber, ex calciatore tedesco
- 1984 - Maxi Biancucchi, ex calciatore argentino
- 1984 - Alberto Casadei, ex pallavolista italiano
- 1984 - Marvin Elliott, ex calciatore inglese
- 1984 - Sverrir Garðarsson, calciatore islandese
- 1984 - Lina Gritti, calciatrice italiana
- 1984 - Roli-Ann Haldin, ex cestista tedesca
- 1984 - Henry, duca di Sussex, nobile e militare britannico
- 1984 - Renato Cajá, ex calciatore brasiliano
- 1984 - Dekel Keinan, calciatore israeliano
- 1984 - Sara Lazzaro, attrice italiana
- 1984 - Nikola Vasić, ex cestista serbo
- 1984 - Nicola Vasile, ex calciatore rumeno
- 1984 - Marshal Yanda, ex giocatore di football americano statunitense
- 1985 - Majed Al-Amri, calciatore saudita
- 1985 - Mirko Alilović, pallamanista croato
- 1985 - Denis Calincov, allenatore di calcio e ex calciatore moldavo
- 1985 - Obed Enamorado, calciatore honduregno
- 1985 - Johan Remen Evensen, ex saltatore con gli sci norvegese
- 1985 - Chris Foggin, regista e sceneggiatore inglese
- 1985 - Sónia Guadalupe, ex cestista angolana
- 1985 - Michael Helegbe, ex calciatore ghanese
- 1985 - Masaki Iida, ex calciatore giapponese
- 1985 - Kayden Kross, attrice pornografica statunitense
- 1985 - Ahmed Nagi, scrittore, giornalista e blogger egiziano
- 1985 - Iselin Steiro, modella norvegese
- 1985 - Pavel Šultes, calciatore ceco
- 1985 - Ashley Torres, calciatore beliziano
- 1986 - Abdelrazaq Al Hussain, calciatore siriano
- 1986 - Samuel Barlay, ex calciatore sierraleonese
- 1986 - Kevin Barnes, ex giocatore di football americano statunitense
- 1986 - Aleksandr Bessmertnych, fondista russo
- 1986 - Cristina Chiabotto, conduttrice televisiva, showgirl e ex modella italiana
- 1986 - Dionte Christmas, ex cestista statunitense
- 1986 - Taimuraz Friev, lottatore russo
- 1986 - Sanja Jovanović, ex nuotatrice croata
- 1986 - Vitor Júnior, calciatore brasiliano
- 1986 - Crystal Kelly, ex cestista e allenatrice di pallacanestro statunitense
- 1986 - Michael Lahoud, ex calciatore sierraleonese
- 1986 - Heidi Montag, personaggio televisivo, attrice e cantante statunitense
- 1986 - Alessandro Prontera, arbitro di calcio italiano
- 1986 - Weyinmi Efejuku Rose, ex cestista statunitense
- 1986 - Alexander Stephan, ex calciatore tedesco
- 1986 - Tang Jingzhi, nuotatrice cinese
- 1986 - Hiskel Tewelde, mezzofondista e maratoneta eritreo
- 1986 - Guillaume Thierry, ex multiplista mauriziano
- 1986 - Nayuha Toyoda, ex calciatrice giapponese
- 1986 - Dejan Vinčić, pallavolista sloveno
- 1986 - George Watsky, rapper, poeta e scrittore statunitense
- 1986 - Peter Wilson, tiratore a volo britannico
- 1987 - Vaila Barsley, calciatrice britannica
- 1987 - Ingrid Bisu, attrice e sceneggiatrice rumena
- 1987 - Tom Austen, attore britannico
- 1987 - Aly Cissokho, calciatore francese
- 1987 - Christian Cooke, attore britannico
- 1987 - Ibragim Labazanov, lottatore russo
- 1987 - Jason Love, ex cestista statunitense
- 1987 - Franck Madou, ex calciatore ivoriano
- 1987 - Kate Mansi, attrice statunitense
- 1987 - Ol'ha Poljuk, sciatrice freestyle ucraina
- 1987 - Rhett Titus, wrestler statunitense
- 1987 - Fëdor Čudinov, pugile russo
- 1988 - Ol'ga Abramova, ex biatleta russa
- 1988 - Sadina Alla, modella albanese
- 1988 - Anedie Azael, modella haitiana
- 1988 - John Bradley, attore britannico
- 1988 - Maxime Châtaignier, pattinatore di short track francese
- 1988 - Valeria González, pallavolista portoricana
- 1988 - Kate Grigorieva, supermodella russa
- 1988 - Matteo Guarise, pattinatore artistico su ghiaccio, pattinatore artistico a rotelle e modello italiano
- 1988 - James Hanson, rugbista a 15 australiano
- 1988 - Zana Krasniqi, modella kosovara
- 1988 - Marc Macédot, velocista francese
- 1988 - Clare Maguire, cantautrice britannica
- 1988 - Daniel McDonnell, pallavolista statunitense
- 1988 - Bojan Mihajlović, calciatore bosniaco
- 1988 - Božo Musa, calciatore croato
- 1988 - Robin Nilsson, calciatore svedese
- 1988 - Mariangela Perrupato, nuotatrice artistica italiana
- 1988 - Jukka Raitala, calciatore finlandese
- 1988 - Chelsea Kane, attrice e cantante statunitense
- 1988 - Glaucia Paola Virdone, attrice italiana
- 1988 - Tanja Žakelj, mountain biker slovena
- 1989 - Salah Abdeslam, terrorista francese
- 1989 - Saliou Ciss, calciatore senegalese
- 1989 - Daniel Amorim, calciatore brasiliano
- 1989 - Dilly Duka, ex calciatore statunitense
- 1989 - Khalid Eisa, calciatore emiratino
- 1989 - Julian Gamble, cestista statunitense
- 1989 - Alex Gellert, ex hockeista su ghiaccio canadese
- 1989 - Jayson Granger, cestista uruguaiano
- 1989 - Eric Hagg, giocatore di football americano statunitense
- 1989 - Ilia Londaridze, cestista georgiano
- 1989 - Diego Nadaya, ex calciatore argentino
- 1989 - Steliana Nistor, ex ginnasta romena
- 1989 - Tomoki Nojiri, pilota automobilistico giapponese
- 1989 - Hugh Robertson, ex cestista statunitense
- 1989 - Dejan Sorgić, calciatore serbo
- 1989 - Yasniel Toledo, pugile cubano
- 1989 - Rodolfo Vilchis, ex calciatore messicano
- 1989 - Zarck Visser, lunghista sudafricano
- 1989 - Slobodan Vuk, calciatore sloveno
- 1989 - Archie Watkins, calciatore figiano
- 1989 - Stephanie Willemse, modella scozzese
- 1989 - Darrell Williams, ex cestista statunitense
- 1989 - Il'nur Zakarin, ex ciclista su strada russo
- 1989 - Henrique Dourado, calciatore brasiliano
- 1989 - Nihat Şahin, calciatore turco
- 1990 - Luke Baldwin, rugbista a 15 inglese
- 1990 - Pedro Bigas, calciatore spagnolo
- 1990 - Yesus Cabrera, calciatore colombiano
- 1990 - Carlos Hernández Alarcón, calciatore spagnolo
- 1990 - Roy Jans, ciclista su strada belga
- 1990 - Gwyneth Keyworth, attrice britannica
- 1990 - Darko Lazović, calciatore serbo
- 1990 - Marco Lo Bianco, pallavolista italiano
- 1990 - Simone Manigrasso, atleta paralimpico italiano
- 1990 - Aaron Mooy, ex calciatore australiano
- 1990 - Ayako Moriya, principessa giapponese
- 1990 - Darko Nikač, calciatore montenegrino
- 1990 - Chamseddine Rahmani, calciatore algerino
- 1990 - Pedro Sass, calciatore brasiliano
- 1990 - Matt Shively, attore e doppiatore statunitense
- 1990 - Pavla Švrdlíková, ex cestista ceca
- 1990 - Bazu Worku, maratoneta e mezzofondista etiope
- 1991 - Maurizio Aluigi, rugbista a 15 italiano
- 1991 - Remona Burchell, velocista giamaicana
- 1991 - Tristan Caruana, calciatore maltese
- 1991 - Chris Czerapowicz, cestista svedese
- 1991 - Alex Florea, cantante rumeno
- 1991 - Bartosz Kołecki, taekwondoka polacco
- 1991 - Jasurbek Latipov, pugile uzbeko
- 1991 - Miguel Lorenzo, ex cestista spagnolo
- 1991 - Constantine Louloudis, canottiere britannico
- 1991 - Santiago Montoya, ex calciatore colombiano
- 1991 - Didier Moreno, calciatore colombiano
- 1991 - Jordan Morgan, cestista statunitense
- 1991 - Phil Ofosu-Ayeh, calciatore tedesco
- 1991 - Mike Perry, artista marziale misto statunitense
- 1991 - Tyler Rutenbeck, giocatore di football americano statunitense
- 1991 - Gia Sandhu, attrice canadese
- 1992 - Mohammed Al-Breik, calciatore saudita
- 1992 - Camélia Jordana, cantante e attrice francese
- 1992 - Dicle Babat, pallavolista turca
- 1992 - Càndid Ballart, hockeista su pista spagnolo
- 1992 - Shilton D'Silva, calciatore indiano
- 1992 - Ghislain Guessan, calciatore francese
- 1992 - Jani Jeliazkov, pallavolista bulgaro
- 1992 - Marco Legovich, allenatore di pallacanestro italiano
- 1992 - Azmeraw Mengistu, maratoneta e mezzofondista etiope
- 1992 - Christopher Milton, giocatore di football americano statunitense
- 1992 - Katherine Plouffe, cestista canadese
- 1992 - Michelle Plouffe, cestista canadese
- 1992 - Bishop Sankey, ex giocatore di football americano statunitense
- 1992 - Sun Yanan, lottatrice cinese
- 1992 - Jasper Tissen, canottiere olandese
- 1993 - Cyril Baille, rugbista a 15 francese
- 1993 - Anna Bongiorni, velocista italiana
- 1993 - Hans Brase, ex cestista statunitense
- 1993 - Lucy Charles, triatleta britannica
- 1993 - Luis Cárdenas, calciatore messicano
- 1993 - Fady Elsayed, attore britannico
- 1993 - Michel Espinosa, calciatore camerunese
- 1993 - Yūma Koishi, ciclista su strada giapponese
- 1993 - Martin Laas, ciclista su strada estone
- 1993 - Li Ang, calciatore cinese
- 1993 - Anderson Lopes, calciatore brasiliano
- 1993 - Roussel Ngankam, calciatore camerunese
- 1993 - Ellen Nyström, cestista svedese
- 1993 - Moha Rharsalla, calciatore marocchino
- 1993 - Josh Richardson, cestista statunitense
- 1993 - Constantin Sandu, calciatore moldavo
- 1993 - Dennis Schröder, cestista tedesco
- 1993 - Toni Silva, calciatore guineense
- 1993 - Omari Sterling-James, calciatore nevisiano
- 1993 - Jayden Stockley, calciatore inglese
- 1993 - J.P. Tokoto, cestista statunitense
- 1994 - Rodney Adams, giocatore di football americano statunitense
- 1994 - Luis Mago, calciatore venezuelano
- 1994 - Björn Engels, calciatore belga
- 1994 - David Goldar, calciatore spagnolo
- 1994 - Philipp Haun, giocatore di football americano austriaco
- 1994 - Alex Hofer, ex sciatore alpino italiano
- 1994 - Ricardo Horta, calciatore portoghese
- 1994 - Dharma Mangia Woods, attrice e modella italiana
- 1994 - Nicholas Marfelt, calciatore danese
- 1994 - Jozef Menich, calciatore slovacco
- 1994 - Jair Nunes, ex calciatore saotomense
- 1994 - Alana Parnaby, tennista australiana
- 1994 - Thomas Reilly, calciatore scozzese
- 1994 - Mitchell Slaggert, attore statunitense
- 1994 - Riccardo Stabellini, pallamanista italiano
- 1994 - Wout Van Aert, ciclocrossista e ciclista su strada belga
- 1994 - Ria Öling, calciatrice finlandese
- 1995 - Elmir Asani, calciatore serbo
- 1995 - Jazzi Barnum-Bobb, calciatore sanvincentino
- 1995 - Dalberto, calciatore brasiliano
- 1995 - Chris Brady, cestista statunitense
- 1995 - Bryan Carvallo, calciatore cileno
- 1995 - Cauly, calciatore brasiliano
- 1995 - Aaron Ellis, giocatore di football americano statunitense
- 1995 - Sam Gallagher, calciatore inglese
- 1995 - Kelvin Harmon, giocatore di football americano liberiano
- 1995 - Carlos Jatobá, calciatore brasiliano
- 1995 - Jeffrey Jendryk, pallavolista statunitense
- 1995 - Clint Leemans, calciatore olandese
- 1995 - Awer Mabil, calciatore australiano
- 1995 - Terry McLaurin, giocatore di football americano statunitense
- 1995 - Sydney Meyer, attrice canadese
- 1995 - Brian O'Neill, giocatore di football americano statunitense
- 1995 - David Raya, calciatore spagnolo
- 1995 - Jorge Agustín Rodríguez, calciatore argentino
- 1995 - Ahmaad Rorie, cestista statunitense
- 1995 - Walieldin Khedr, calciatore sudanese
- 1995 - Rafael Santos Borré, calciatore colombiano
- 1995 - Easton Stick, giocatore di football americano statunitense
- 1995 - Nuno Tomás, calciatore portoghese
- 1995 - Margaret Wambui, mezzofondista e velocista keniota
- 1996 - Koch Bar, cestista sudsudanese
- 1996 - Jake Cherry, attore statunitense
- 1996 - Tiny Hoekstra, calciatrice olandese
- 1996 - Marcos Ledesma, calciatore argentino
- 1996 - Nathan McGinley, calciatore inglese
- 1996 - Ryan Moon, calciatore sudafricano
- 1996 - Joel Soñora, calciatore statunitense
- 1996 - Isaac Vanmalsawma, calciatore indiano
- 1997 - Anna-Maria Alexandri, nuotatrice artistica greca
- 1997 - Eirini-Marina Alexandri, nuotatrice artistica greca
- 1997 - Vasiliki Alexandri, nuotatrice artistica greca
- 1997 - Kamar Baldwin, cestista statunitense
- 1997 - Michela Battiston, schermitrice italiana
- 1997 - Leonardo Candellone, calciatore italiano
- 1997 - Álex Carbonell, calciatore spagnolo
- 1997 - Thomas Chirault, arciere francese
- 1997 - Matilde Copetti, calciatrice italiana
- 1997 - Alfonso Coppola, pilota motociclistico italiano
- 1997 - K.J. Hill, giocatore di football americano statunitense
- 1997 - Stephen Humphrys, calciatore inglese
- 1997 - Song Jiayuan, pesista cinese
- 1997 - Aymen Mahious, calciatore algerino
- 1997 - Marlon Douglas de Sales Silva, calciatore brasiliano
- 1997 - Giacomo Rovero, ballerino italiano
- 1997 - José Varela, calciatore capoverdiano
- 1997 - Jeisson Vargas, calciatore cileno
- 1997 - Liam Walsh, calciatore inglese
- 1997 - Annika Wendle, lottatrice tedesca
- 1997 - Blu del Barrio, attrice statunitense
- 1998 - Gaetano Baviera, pallanuotista italiano
- 1998 - Thibault Desseignet, cestista francese
- 1998 - A.J. Epenesa, giocatore di football americano statunitense
- 1998 - Quenton Jackson, cestista statunitense
- 1998 - Amir Kilani, giocatore di football americano francese
- 1998 - Rodrigo Martins, calciatore portoghese
- 1998 - Jon Morcillo, calciatore spagnolo
- 1998 - David Okeke, cestista italiano
- 1998 - Christoph Philipps, cestista tedesco
- 1998 - Riccardo Porchera, hockeista su pista italiano
- 1998 - Kevin Sibille, calciatore argentino
- 1998 - Kenta Suzumura, schermidore giapponese
- 1998 - Shaun Wade, giocatore di football americano statunitense
- 1998 - Kevinho, cantautore e musicista brasiliano
- 1999 - Michael Brinegar, nuotatore statunitense
- 1999 - Thomas Fileccia, giocatore di football americano francese
- 1999 - Jaren Jackson, cestista statunitense
- 1999 - Mathías Laborda, calciatore uruguaiano
- 1999 - Arbnor Muçolli, calciatore danese
- 1999 - Nicholas Petit-Frere, giocatore di football americano statunitense
- 1999 - Sterling Yatéké, calciatore centrafricano
- 2000 - Manon Disbeaux, nuotatrice artistica francese
- 2000 - Yanne Dorenbos, pistard e ciclista su strada olandese
- 2000 - Antonio Elías, pallavolista portoricano
- 2000 - Sean Rhyan, giocatore di football americano statunitense
- 2000 - Vetle Skjærvik, calciatore norvegese
- 2000 - Anže Skok, ciclista su strada e pistard sloveno

## XXI secolo(30)
- 2001 - Emma Fuhrmann, attrice e modella statunitense
- 2001 - Nedžad Husić, taekwondoka bosniaco
- 2001 - Ibrahim Lawani, pallavolista francese
- 2001 - Carlotta Ragazzini, tennistavolista italiana
- 2001 - Francesca Scola, pallavolista italiana
- 2001 - Elese Sommerová, sciatrice alpina ceca
- 2001 - Mamadou Touré, giocatore di calcio a 5 francese
- 2001 - Lisbeli Marina Vera Andrade, atleta paralimpica venezuelana
- 2001 - Voyage, cantante, rapper e attore serbo
- 2002 - Veronica Besana, ostacolista italiana
- 2002 - Ibane Bowat, calciatore scozzese
- 2002 - Medi Harris, nuotatrice britannica
- 2002 - Jordan Labrosse, ciclista su strada e ciclocrossista francese
- 2002 - Ayane Miyazaki, combinatista nordica giapponese
- 2002 - Damián Puebla, calciatore argentino
- 2002 - Lorenzo Sala, pallavolista italiano
- 2003 - John Bennett, pilota automobilistico britannico
- 2003 - Cédric Fofana, tuffatore canadese
- 2003 - Nikola Jojić, calciatore serbo
- 2003 - Bernardo Silva Conceição, calciatore portoghese
- 2003 - Warren Bondo, calciatore francese
- 2004 - Luca Koleosho, calciatore statunitense
- 2004 - Garang Kuol, calciatore sudsudanese
- 2004 - Lars Mol, calciatore olandese
- 2004 - Rodrigo Pintado, calciatore uruguaiano
- 2004 - David Popovici, nuotatore rumeno
- 2005 - Hugh Barter, pilota automobilistico australiano
- 2005 - Shin Min-ha, calciatore sudcoreano
- 2006 - Matylda Jandová, nuotatrice artistica ceca
- 2007 - Moe Higa, nuotatrice artistica giapponese